# شهرستان ووپینگ
شهرستان ووپینگ (به لاتین: Wuping County) یک شهرستان‌های جمهوری خلق چین در چین است که در لانگیان واقع شده‌است.